# Dean (Texas)
Dean è un centro abitato degli Stati Uniti d'America, situato nella contea di Clay dello Stato del Texas. Fa parte dell'area metropolitana di Wichita Falls.

## Geografia fisica
Dean è situata a 33°55′41″N 98°22′45″W (33.928071, -98.379255).
Secondo lo United States Census Bureau, ha un'area totale di 2,1 miglia quadrate (5,4 km²).

## Società

### Evoluzione demografica
Secondo il censimento del 2000, c'erano 341 persone, 131 nuclei familiari, e 105 famiglie residenti nella città. La densità di popolazione era di 159,2 persone per miglio quadrato (61,5/km²). C'erano 136 unità abitative a una densità media di 63,5 per miglio quadrato (24,5/km²). La composizione etnica della città era formata dal 95,60% di bianchi, lo 0,88% di afroamericani, lo 0,29% di nativi americani, il 2,05% di altre razze, e il 1,17% di due o più etnie. Ispanici o latinos di qualunque razza erano il 5,28% della popolazione.
C'erano 131 nuclei familiari di cui il 31,3% avevano figli di età inferiore ai 18 anni, il 65,6% erano coppie sposate conviventi, il 10,7% aveva un capofamiglia femmina senza marito, e il 19,8% erano non-famiglie. Il 17,6% di tutti i nuclei familiari erano individuali e il 9,2% aveva componenti con un'età di 65 anni o più che vivevano da soli. Il numero di componenti medio di un nucleo familiare era di 2,60 e quello di una famiglia era di 2,90.
La popolazione era composta dal 25,5% di persone sotto i 18 anni, il 5,6% di persone dai 18 ai 24 anni, il 30,2% di persone dai 25 ai 44 anni, il 25,5% di persone dai 45 ai 64 anni, e il 13,2% di persone di 65 anni o più. L'età media era di 39 anni. Per ogni 100 femmine c'erano 94,9 maschi. Per ogni 100 femmine dai 18 anni in giù, c'erano 91,0 maschi.
Il reddito medio di un nucleo familiare era di 45.568 dollari, e quello di una famiglia era di 47.813 dollari. I maschi avevano un reddito medio pro capite di 36.875 dollari contro i 19.844 dollari delle femmine. Il reddito medio pro capite era di 16.521 dollari. Circa l'8,2% delle famiglie e il 7,8% della popolazione erano sotto la soglia di povertà, incluso il 1,8% di persone sotto i 18 anni e il 9,7% di persone di 65 anni o più.